# Deficiencia de vitamina A
La deficiencia de vitamina A en humanos produce una serie de síntomas. Entre ellos están la xeroftalmia o conjuntivitis seca (condición prácticamente patognomónica de esta deficiencia), trastornos del crecimiento y desarrollo y una mayor susceptibilidad a infecciones severas.

La Sección Especial Infantil de la ONU, creada en el 2002, esperaba la eliminación de su deficiencia para 2010.

## Historia
En el papiro Ebers se describe la ceguera nocturna en el antiguo Egipto y su tratamiento con gotas de sangre de hígado de cordero grillado (y consumir el hígado posteriormente, aunque esto último no se consideraba parte directa del tratamiento, sino la necesidad de no desperdiciar tan preciado alimento, con lo que se ingería finalmente la vitamina A).

## Desarrollo de la enfermedad
La historia de esta deficiencia va marcada por los trastornos visuales. A medida que la deficiencia se agrava los ojos van sufriendo una serie de cambios, comenzando por la incapacidad de ver en ambientes con poca iluminación (ceguera nocturna). Esto ocurre por el compromiso en la formación de rodopsina, pigmento esencial para el funcionamiento de los receptores (bastones) ubicados en la retina.  Luego pueden aparecer en la conjuntiva ocular manchas blancas denominadas manchas de Bitot, que son metaplasia queratinizante de la conjuntiva, reuniéndose una pila de células epiteliales escamosas queratinizadas junto a bacilos gram negativos (Corynebacterium xerosis). Esto se produce debido a que la vitamina A es necesaria en el proceso de formación de epitelio mucoso secretor.  Al agravarse la deficiencia, se produce xerosis de la córnea, aparición de úlceras corneales y queratomalacia.